# Tiganogona ladymani
Tiganogona ladymani är en mångfotingart som först beskrevs av Ottis Robert Causey 1952.  Tiganogona ladymani ingår i släktet Tiganogona och familjen Cleidogonidae. Inga underarter finns listade i Catalogue of Life.